# بيني لنارتسون
بيني لنارتسون (بالسويدية: Benny Lennartsson)‏ هو لاعب كرة قدم ومدرب كرة قدم سويدي في مركز الوسط، ولد في 14 ديسمبر 1942 في أوربرو في السويد. لعب مع نادي أوربرو ونادي فولهام.

## وصلات خارجية
- بيني لنارتسون على موقع عالم كرة القدم.نت (الإنجليزية)
- بيني لنارتسون على موقع أوليمبيديا (الإنجليزية)